# Hufeisenklee-Widderchen

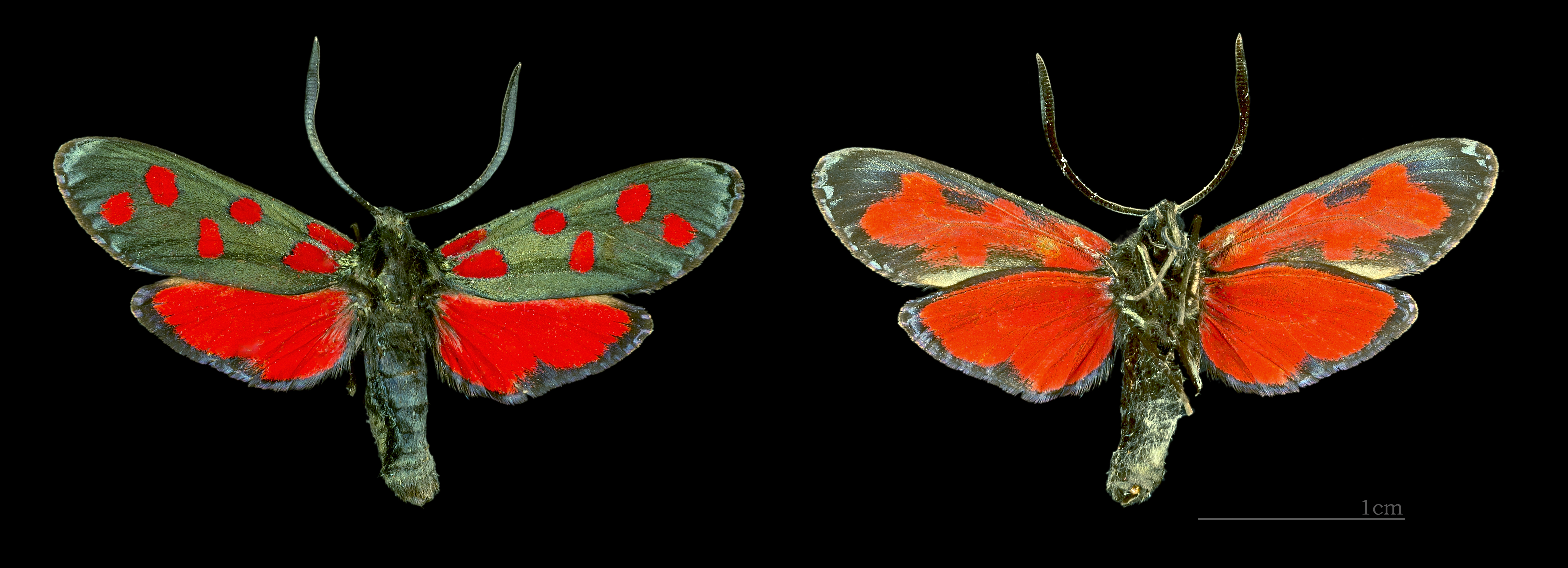
Zwei Ansichten des gleichen Exemplars

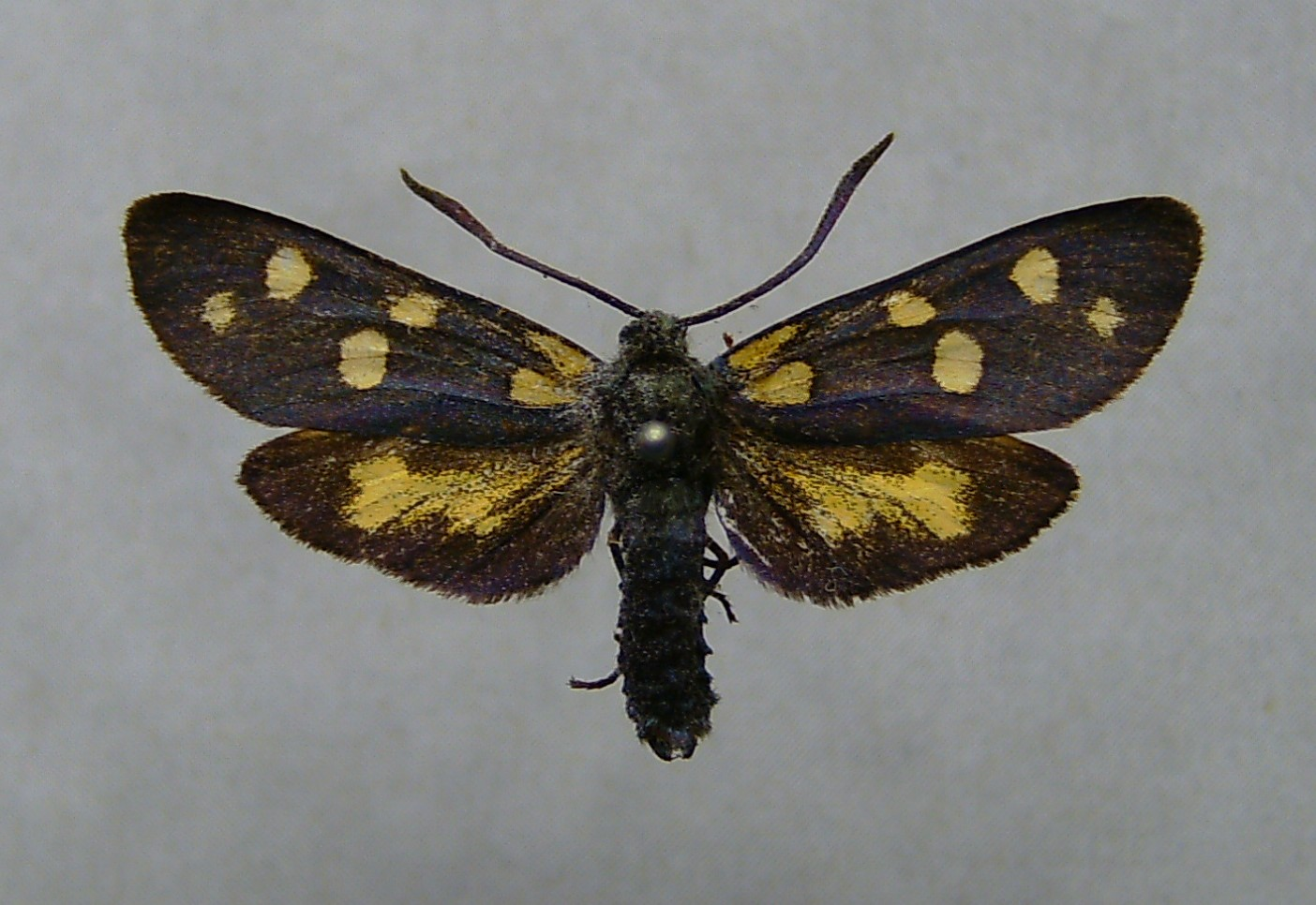
Gelbe Form des Hufeisenklee-Widderchens

Das Hufeisenklee-Widderchen (Zygaena transalpina) ist ein Schmetterling (Nachtfalter) aus der Familie der Widderchen (Zygaenidae).

## Merkmale
Die Falter erreichen eine Flügelspannweite von etwa 30 Millimetern. Sie haben schwarze Vorderflügel mit sechs roten Flecken, die klein und weiter voneinander entfernt sind, als beim Sechsfleck-Widderchen (Zygaena filipendulae). Auf der Flügelunterseite verwachsen diese mehr oder weniger miteinander. Die Hinterflügel sind rot und haben einen schwarzen Saum am Außenrand. Die Falter der ssp.tilaventa treten auch mit gelber Färbung auf. Die Fühler sind keulenförmig verdickt und an der Spitze oft bräunlich bis gelblich gefärbt.
Die Raupen werden ca. 20 Millimeter lang und haben eine gelbgrüne Grundfarbe. Sie haben auf jedem Segment zwei schwarze Punkte entlang den Seiten des Rückens und auf der Seite des Körpers eine dünne schwarze Längslinie. Zwischen diesen beiden Linien befindet sich ein gelber Längsstreifen. Am Rücken befindet sich ebenfalls eine feine schwarze Linie, diese fehlt aber bei manchen Tieren.

### Ähnliche Arten
- Sechsfleck-Widderchen (Zygaena filipendulae)
- Hornklee-Widderchen (Zygaena lonicerae)
- Sumpfhornklee-Widderchen (Zygaena trifolii)
- Kleines Fünffleck-Widderchen (Zygaena viciae)
- Elegans-Widderchen (Zygaena angelicae)[1]

### Unterarten
In Europa sind folgende Unterarten bekannt:
| - Zygaena transalpina alpina - Zygaena transalpina altitudinaria - Zygaena transalpina annae - Zygaena transalpina astragali - Zygaena transalpina bavarica - Zygaena transalpina centralis - Zygaena transalpina centricataloniae - Zygaena transalpina centripyrenaea - Zygaena transalpina collina - Zygaena transalpina curtisi - Zygaena transalpina dufayi | - Zygaena transalpina emendata - Zygaena transalpina gulsensis - Zygaena transalpina helvetica - Zygaena transalpina hilfi - Zygaena transalpina hippocrepidis - Zygaena transalpina intermedia - Zygaena transalpina jugi - Zygaena transalpina latina - Zygaena transalpina maritima - Zygaena transalpina marujae - Zygaena transalpina miltosa | - Zygaena transalpina philippsi - Zygaena transalpina provincialis - Zygaena transalpina pseudoalpina - Zygaena transalpina rupicola - Zygaena transalpina sorrentinaeformis - Zygaena transalpina splugena - Zygaena transalpina subalticola - Zygaena transalpina tenuissima - Zygaena transalpina tilaventa - Zygaena transalpina transalpina - Zygaena transalpina xanthographa |

## Vorkommen
Man findet diese Art an warmen Stellen in den Alpen bis über 2.000 Meter Seehöhe und im süddeutschen Bergland und allgemein in und großzügig um die Alpen, in den italienischen Voralpen, in ganz Italien, mit Ausnahme Siziliens und an der Adriaküste. Sie leben in trockenwarmen Gegenden, besonders auf Trockenrasen aber auch auf blumenreichen, höhergelegenen Wiesen. Sie sind nicht häufig.

## Lebensweise

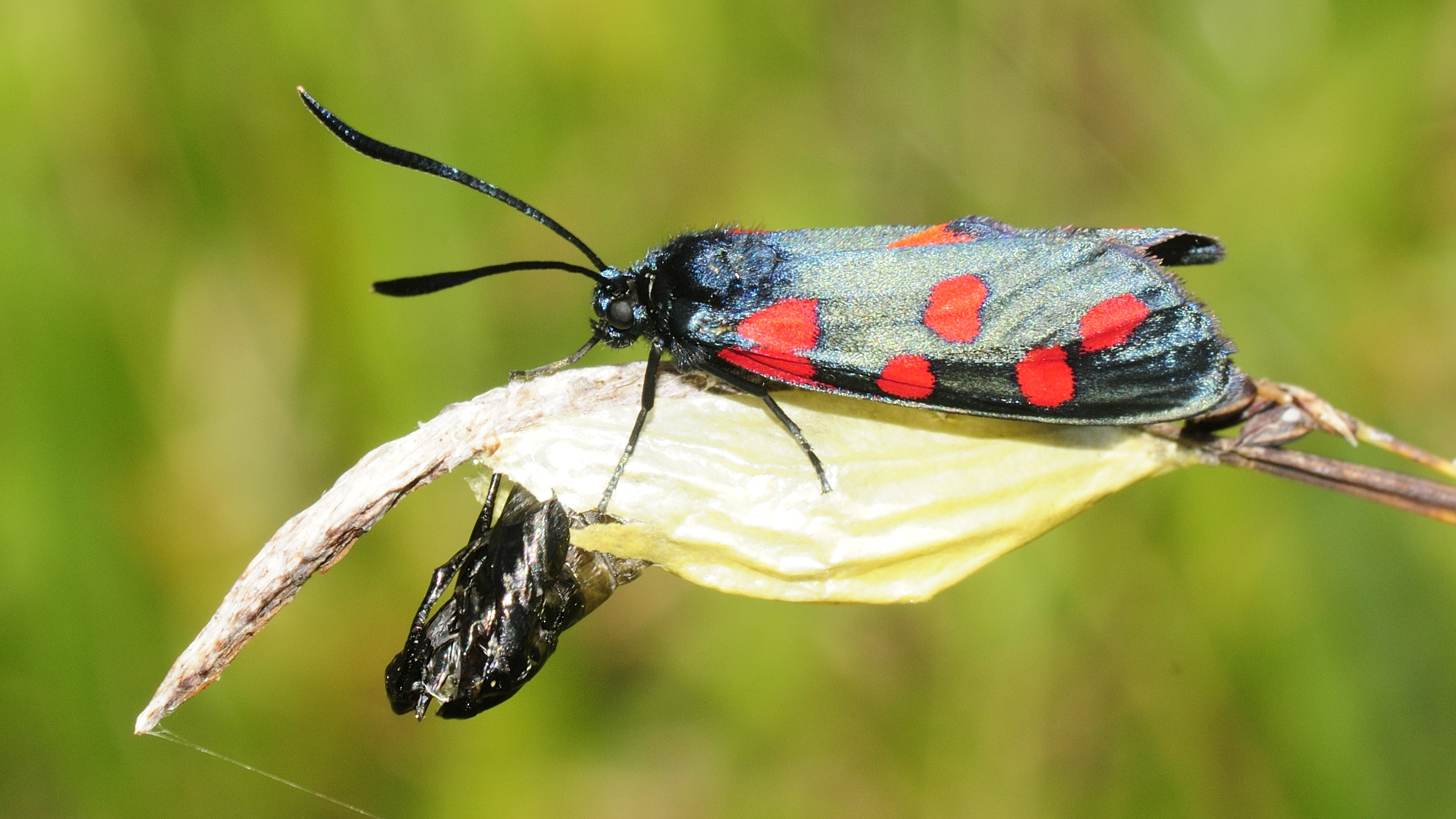
Falter kurz nach dem Schlupf. Unten der Kokon mit herausragender Puppenhülle.

Die Hufeisenklee-Widderchen sitzen im Gegensatz zum Sechsfleck-Widderchen beim Nektarsaugen mit gespreizten Flügeln auf den Blüten. Die Weibchen legen ihre Eier in Spiegeln meistens an die Blattunterseite der Futterpflanzen ab. Die Raupen leben manchmal in Gemeinschaft. Sie überwintern und verpuppen sich erst im Juni des nächsten Jahres in einem langgestreckten, gelblichen Kokon an Stängeln und Halmen.
Die Raupen ernähren sich von den Blättern des Gewöhnlichen Hufeisenklee (Hippocrepis comosa), selten aber auch von Bunter Kronwicke (Coronilla varia) oder Gewöhnlichem Hornklee (Lotus corniculatus).

### Flug- und Raupenzeiten
Die Falter fliegen in einer Generation von Ende Mai bis August. Die Raupen findet man ab August und nach der Überwinterung bis Juni des darauffolgenden Jahres.

## Gefährdung und Schutz
- Rote Liste BRD: 3 (gefährdet).[5]